# Geografia Indonezji

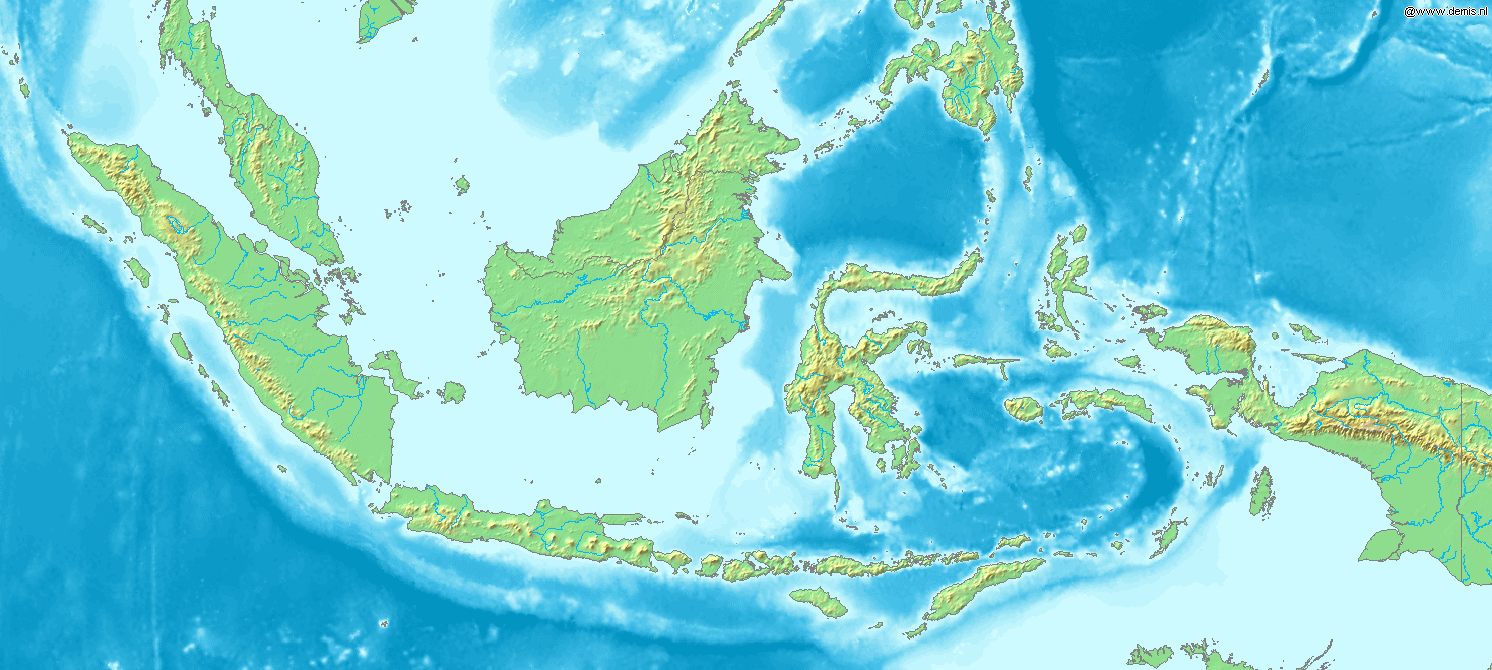
Mapa fizyczna Indonezji

Indonezja – państwo wyspiarskie położone w Azji Południowo-Wschodniej. Kraj leży na około 17 tys. wyspach (w tym około 6 tys. zamieszkanych). Jest to kraj o największej liczbie wyznawców islamu, żyje tam około 180 mln muzułmanów.

## Powierzchnia, położenie i granice
Powierzchnia – 1 919 400 km²
Położenie – Indonezja leży w Azji Południowo-Wschodniej pomiędzy kontynentem australijskim a zwartym obszarem Azji. Od zachodu państwo to oblewają wody Oceanu Indyjskiego, a od wschodu Oceanu Spokojnego.
Skrajne punkty – północny 6°N, południowy 11°S, zachodni 95°E, wschodni 141°E. Rozciągłość równoleżnikowa Indonezji wynosi blisko 5110 km.
Indonezja, będąc krajem wyspiarskim, poprzez wody terytorialne graniczy:
- z Australią od południowego wschodu i od południa;
- z Filipinami od północy.

Lądowe granice kraju:
- Malezja (wyspa Borneo) – 1782 km;
- Papua-Nowa Gwinea (wyspa Nowa Gwinea) – 820 km;
- Timor Wschodni (wyspa Timor) – 228 km.

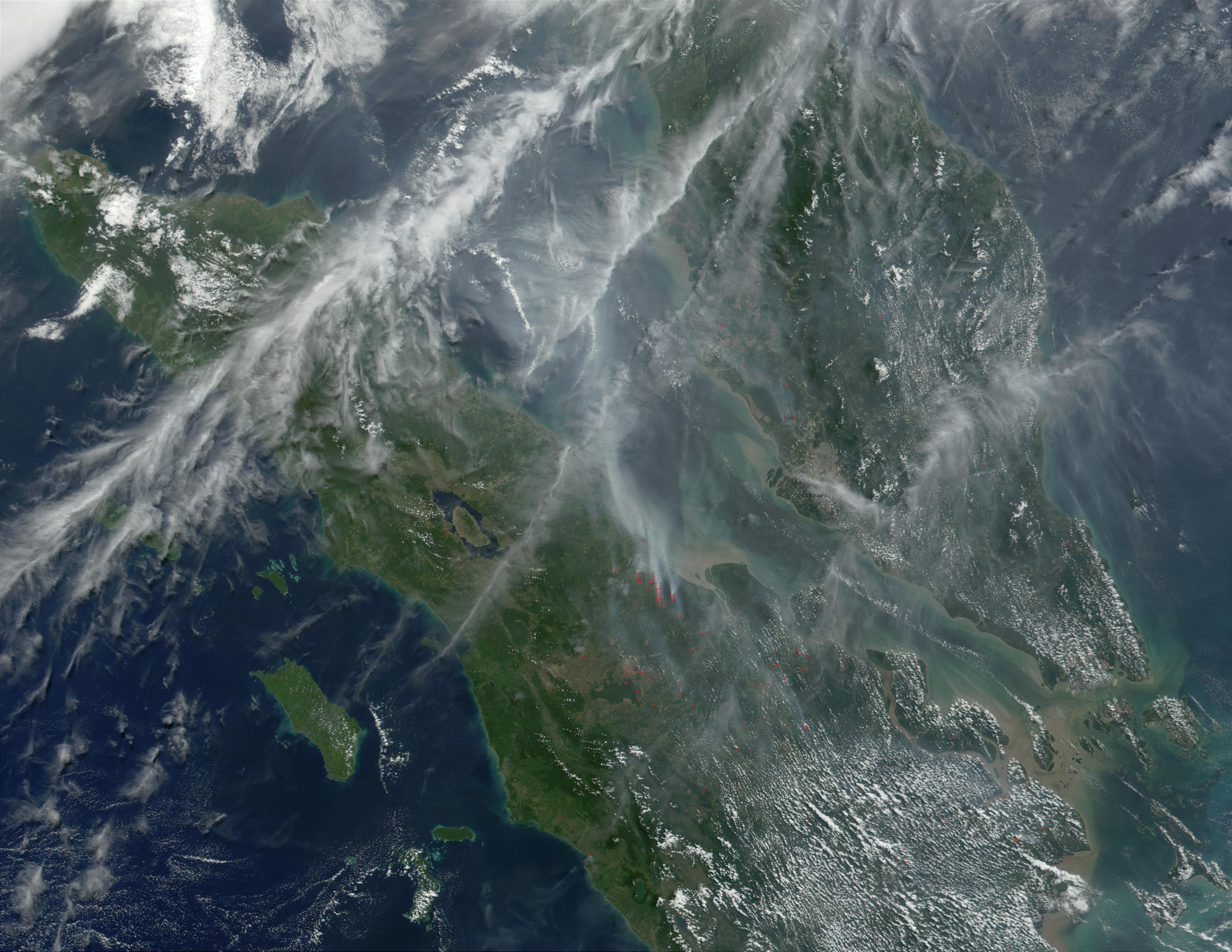
Fragment Indonezji widziany z kosmosu.

Linia brzegowa – 54 728 km

## Ukształtowanie poziome
Terytorium kraju składa się z tysięcy małych i dużych wysp. 90% powierzchni stanowią: Sumatra, Kalimantan (indonezyjska część Borneo), Celebes, Jawa i zachodnia część Nowej Gwinei.
Linia brzegowa wysp jest bardzo urozmaicona, pomiędzy wyspami utworzył się skomplikowany system mórz i zatok. Owe wody noszą nazwę Indonezyjskiego Morza Śródziemnego, które jest umownie zaliczane do Oceanu Spokojnego. Wielkie Wyspy Sundajskie od zachodu i południa oblewają wody Oceanu Indyjskiego, a od północy Morze Andamańskie i Morze Południowochińskie. Sumatrę od Półwyspu Malajskiego oddziela cieśnina Malakka, a od Jawy – Cieśnina Sundajska. Indonezyjska część Borneo jest od wschodu oblewana przez wody Morza Celebes. Od wyspy Celebes, Borneo oddziela Cieśnina Makasarska. Pomiędzy Borneo a Jawą znajduje się Morze Jawajskie.

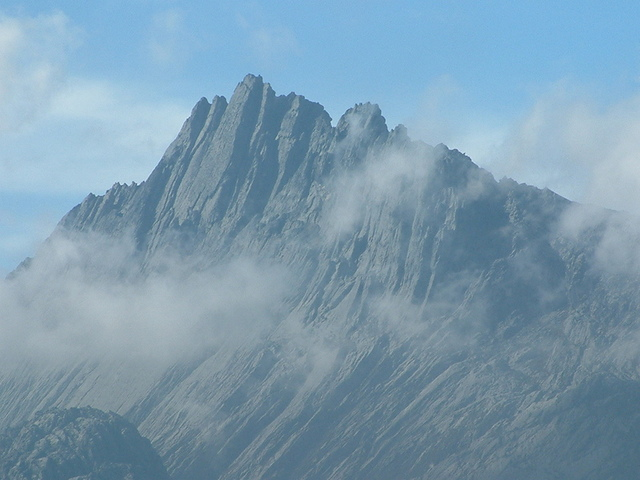
Najwyższy szczyt Indonezji Puncak Jaya.

Zachodnie wybrzeże Sumatry i południowe Jawy jest wysokie i wyrównane. Wybrzeże wschodnie Sumatry, północne Jawy, oraz południowe Borneo jest niskie i bardziej urozmaicone. Wzdłuż południowo-zachodnich brzegów Sumatry rozciąga się archipelag Mentawai, a przy jej wschodnim wybrzeżu położone są wyspy Archipelagu Riau, Bangka i Belitung. Na północny wschód do Jawy przylega wyspa Madura, którą od Jawy oddzielają cieśniny Surabaja i Madura. Na północny zachód od Borneo na Morzu Południowochińskim leżą niewielkie archipelagi, są to Anambas i Natuna. Najbardziej urozmaiconą linię brzegową ma wyspa Celebes, która składa się z czterech górzystych półwyspów. Te zaś są oddzielone od siebie zatokami: Tomini, Tolo i Bone. Pomiędzy wyspą Celebes i Małymi Wyspami Sundajskimi leży morze Flores, zaś pomiędzy Celebesem i Molukami, leżą morza Moluckie i Banda. Małe Wyspy Sundajskie od południa oblewa Ocean Indyjski i Morze Timor, wewnątrz archipelagu znajduje się niewielkie morze Sawu. Małe Wyspy Sundajskie składają się z wysp, począwszy od zachodu: Bali, Lombok, Sumbawa, Sumba, Flores, Alor i Timor. Ku wschodowi archipelag Małych Wysp Sundajskich przechodzi w zaliczane do Moluków – Wyspy Południowo-Zachodnie zwane Kepuluan Barat Daya, oraz Wyspy Południowo-Wschodnie zwane Kepuluan Selat Daya. Największymi wyspami archipelagu Maluków są Halmahera, Seram i Buru. Pomiędzy nimi leżą wewnętrzne morza – Seram i Halmahera. Moluki są wyspami, które od wschodu oblewają wody Oceanu Spokojnego. Wyspy te cechują się urozmaiconą linią brzegową.
Większość wybrzeży morskich jest niedostępna, wzdłuż pasm górskich brzeg morski jest wysoki, często skalisty. Na obszarach nizinnych wybrzeże jest porośnięte namorzynami i zabagnione. We wschodniej części Małych Wysp Sundajskich występują rafy koralowe. Z wyspami Indonezji sąsiadują głębokie rowy oceaniczne (formy strefy subdukcji), których średnia głębokość wynosi około 7000 m p.p.m.

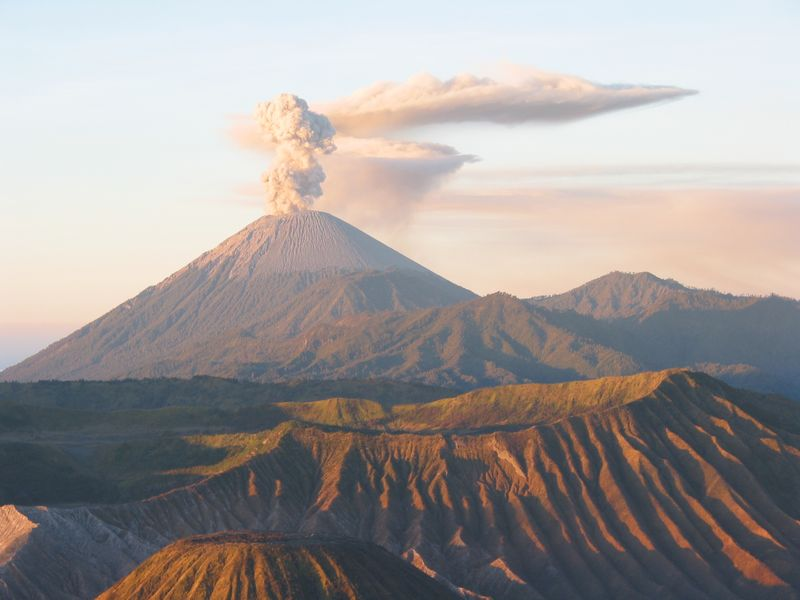
Jeden z jawajskich wulkanów

## Budowa geologiczna
Terytorium Indonezji z geologicznego punktu widzenia można podzielić na trzy podstawowe jednostki. Są to: wschodnia Sumatra, zachodnie Borneo i szelf Morza Południowochińskiego. Obszary te znajdują się w obrębie tak zwanej platformy sundajskiej i były kiedyś częścią kontynentalnej Azji Południowo-Wschodniej. Południowo-zachodnie obrzeża Irianu Zachodniego, oraz południowe krańce Moluków stanowią północne przedłużenie platformy australijskiej. Pomiędzy tymi dwoma platformami zgaduje się rozległa strefa intensywnych ruchów skorupy ziemskiej, które trwają od 70 mln lat. Obszar Indonezji zaliczany jest do regionu sejsmicznego Ziemi, zwanego „pierścieniem ognia”, który okala cały Pacyfik.

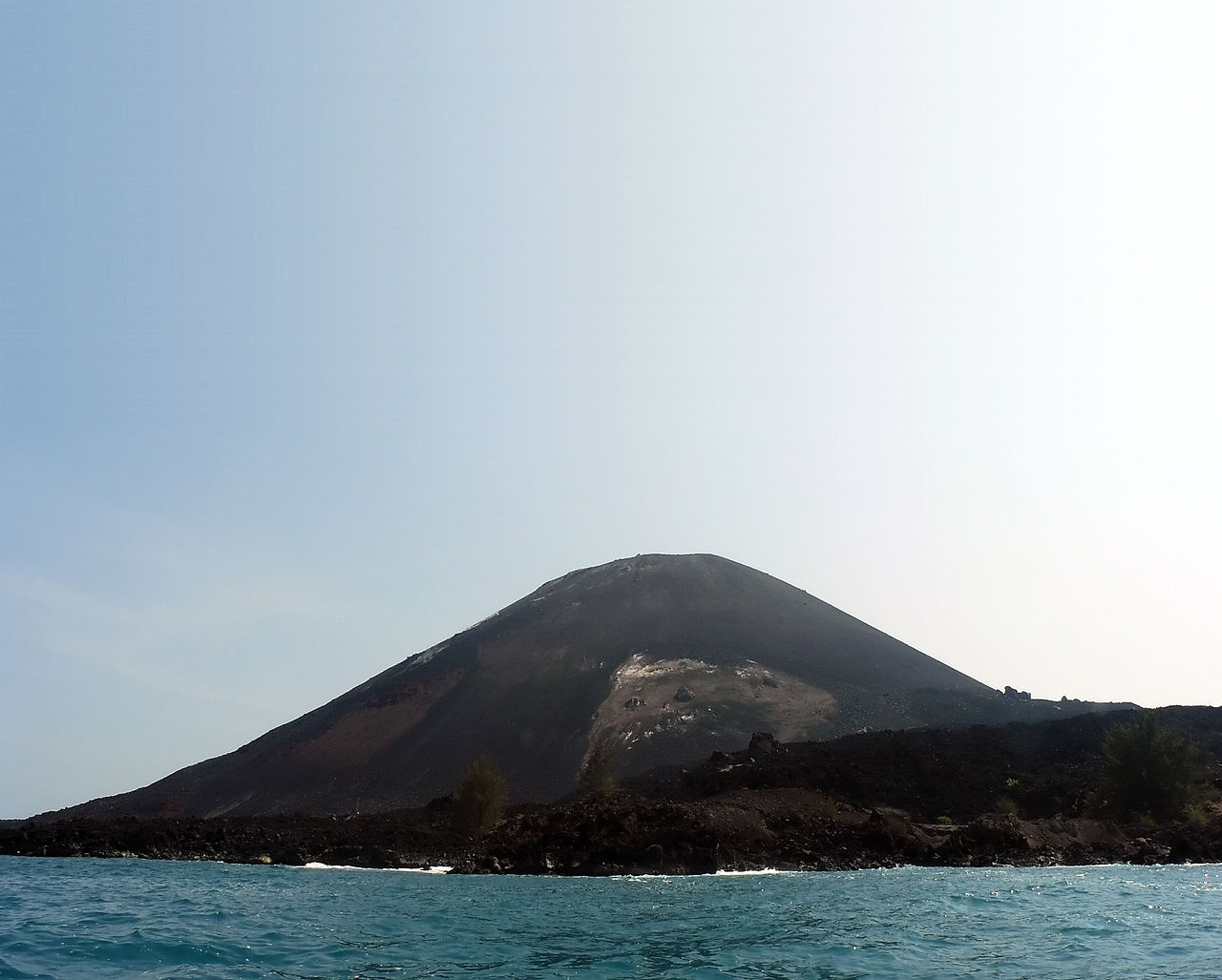
Wyspa wulkaniczna Krakatau.

W wyniku owych ruchów powstały dwa systemy gór fałdowych. Pierwszym z nich jest system gór, zwany pasmem sundajskim, stanowi on przedłużenie systemu himalajskiego poprzez góry birmańskie, oraz indyjskie wyspy Andamany. Łańcuch tych gór ciągnie się przez Jawę, Małe Wyspy Sundajskie, po czym skręca ku północy, a na Celebesie system ten krzyżuje się z pasmem pacyficznym, który jest drugim systemem gór fałdowych Indonezji. Łańcuch tych gór ciągnie się przez Nową Gwineę, i dalej na zachód przez Moluki i Celebes w stronę Filipin. Odgałęzienie tego systemu obejmuje też wschodnie Borneo. Wszystkie te górotwory poza krystalicznymi fragmentami gór na Borneo i Celebesie, odznaczają się dużą aktywnością wulkaniczną i sejsmiczną. Łącznie w Indonezji znajduje się ponad 330 wulkanów, w tym około 100 jest czynnych. Najsłynniejszym wulkanem Indonezji jest Krakatau, który wybuchł z ogromną siłą w 1883 roku. Skutki wybuchu odbiły się nie tylko w jego polu rażenia (spływ piroklastyczny itp.), ale w Europie można było zauważyć zmiany na nieboskłonie wywołane przez ogromną ilość pyłów jakie zostały wyrzucone do atmosfery. W wyniku wybuchu Krakatau zginęło 36 000 ludzi. Silne trzęsienia ziemi nawiedzają Jawę, Sumatrę, Małe Wyspy Sundajskie, Celebes i Moluki.

## Rzeźba
Indonezja jest krajem w większości górzystym, gdzie obszary nizinne zajmują niewielki procent powierzchni kraju, skupiając się głównie w strefach nadbrzeżnych. Na Sumatrze góry ciągną się długim pasmem wzdłuż zachodniego wybrzeża. Najwyższym szczytem Sumatry jest wulkan Kerinci o wysokości 3805 m n.p.m. Wyższe partie zewnętrznego pasma wynurzają się z Oceanu Indyjskiego jako wyspy Nias i Mentawai. Wzdłuż wschodniego wybrzeża Sumatry oraz na wyspie Banka rozpościera się rozległa zabagniona nizina.
Jawa jest wyspą o wiele bardzie wyżynną, dominują tam góry i płaskowyże, tereny niskopołożone zajmują strefę wybrzeża. Średnie wysokości pasma górskiego ciągnącego się na całej długości wyspy, wynoszą średnio 3000 m n.p.m. Najwyższym szczytem tej wyspy jest Semeru, wznoszący się na 3676 m n.p.m. Masywy górskie rozcinają doliny rzek. Północna część kraju jest co prawda nizinna, jest tereny te nie zajmują duże powierzchni wyspy. Charakterystycznym elementem krajobrazu Jawy są masywy wulkaniczne.
Podobnie jest na Małych Wyspach Sundajskich, gdzie tereny tychże wysp są w większości zajęte przez małe i duże obszary górskie, gdzie dominuje rzeźba wulkaniczna. Najwyższym szczytem na tych wyspach jest Rinjani na Lomboku, który wznosi się na 3726 m n.p.m. Tereny nizinne zajmują jedynie obszary nadbrzeżne.

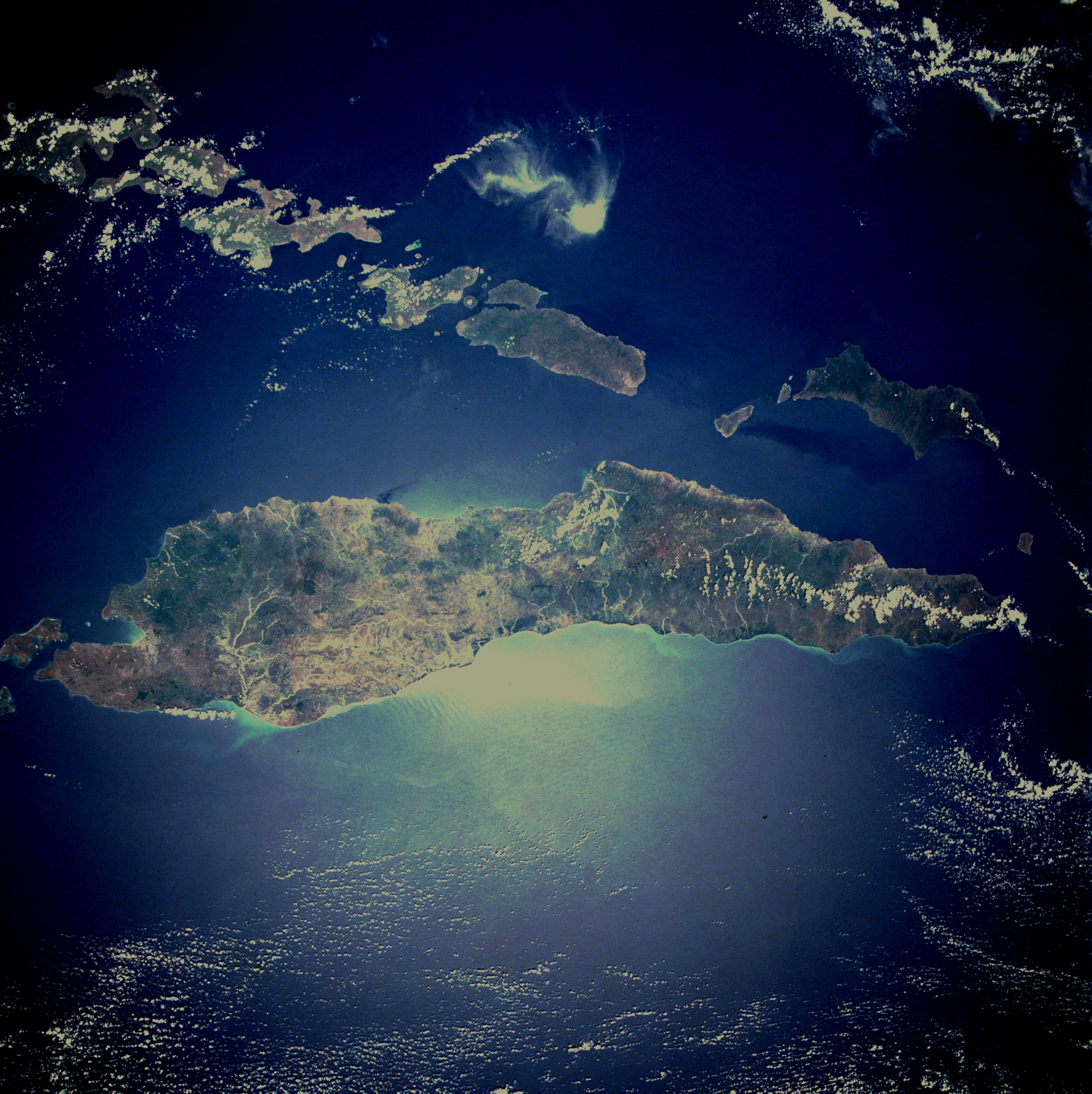
Timor widziany z kosmosu.

Indonezyjska część Borneo także jest wyżynna, gdzie większość stanowią góry. Niziny, w większości aluwialne skupiają się w strefie nadbrzeżnej, ale wcinając się w głąb wyspy. Dotyczy to obszaru południowych. Pozostałe tereny nisko położone zajmują niewielki procent wyspy. Ze względu na wielkość Borneo, pasma górskie są masywniejsze. Najwyższym szczytem indonezyjskiej części Borneo jest Longnawan o wysokości 2988 m n.p.m. Pozostałe wyspy jak np. Celebes także są górzyste. Najwyższe wzniesienia znajdują się na obszarze Nowej Gwinei. Przez środek tej wyspy ciągnie się łańcuch Gór Centralnych, które obejmują także Paupuę-Nową Gwineę. Na obszarze Nowej Gwinei, znajduje się masyw Gór Śnieżnych z najwyższym szczytem kraju – Puncak Jaya, dawniej Carstensz o wysokości 4884 m n.p.m.

## Klimat
Niemal cała Indonezja znajduje się w strefie klimatu równikowego wilgotnego, a tylko obszary Małych Wysp Sundajskich posiadają cechę podrównikową, cechującą się większą ilością dni słonecznych i bezdeszczowych. Reszta kraju to aura, gdzie nie występują pory roku. W Indonezji deszcze padają w zasadzie przez cały rok, a temperatura utrzymuje się na niezmienionym poziomie.
Temperatury w Indonezji na terenach nizinnych utrzymują się w okolicach 25–27 °C, bez prawie żadnych wahań dobowych, gdzie wpływ ma nie tylko sam klimat, ale i obecność oceanów. Jedyna różnica w temperaturach, jakie panują w kraju, odzwierciedlana jest poprzez wysokość nad poziomem morza. W górach jest chłodniej, na średnich wysokościach temperatura utrzymuje się na poziomie 16–18 °C, bez większych wahań rocznych. W wyższych partiach gór, szczególnie w Górach Śnieżnych w Nowej Gwinei, występują nawet przymrozki do –3 °C. Jest to oczywiście zrozumiałe, ponieważ góry te sięgają 5000 m n.p.m.

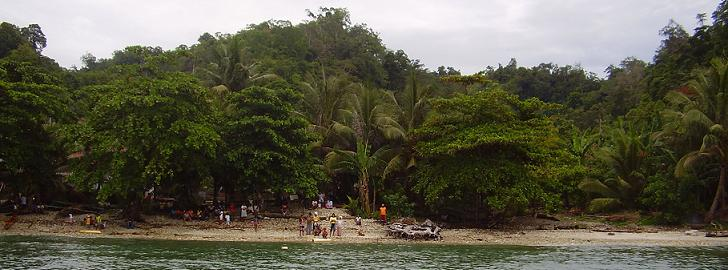
Naturalna roślinność Indonezji.

Opady są wysokie, typowe dla obszarów równikowych. Występują przez cały rok, z maksimum na okres listopada i grudnia, co wiąże się z napływem wilgotnych mas powietrza znad Pacyfiku. Średnia roczna suma opadów wynosi około 2500 mm. Maksimum opadowe występuje na zachodnim wybrzeżu Sumatry i przekracza wartość 4000 mm. Region Małych Wysp Sundajskich to klimat podrównikowy gdzie opady są niższe. Wartości opadowe wahają się tam od 1200 do 1800 mm. rocznie. Najbardziej sucho jest na Timorze, gdzie opady roczne osiągają zaledwie około 600 mm.
Cechą klimatu Indonezji jest nie tylko wysoka roczna suma opadów, ale i wysoka wilgotność powietrza, osiągająca 95%. W okresie od maja do września wybrzeża wysp Indonezji nawiedzają cyklony tropikalne, dotyczy to zwłaszcza Moluków i Celebesu. Z kolei na wyspie Jawa, ale i także w wielu innych rejonach kraju, do częstych zjawisk należą burze, gdzie na Jawie liczba dni z burzami wynosi ponad 300.

## Wody
Sieć rzeczna kraju jest bardzo zasobna, większość rzek zasilają deszcze i jest zasobna w wodę. Wszystkie cieki wodne są stałe, a najbardziej rozbudowaną sieć rzeczną ma Borneo, gdzie z górzystego wnętrza wyspy rzeki spływają promieniście do mórz: Jawajskiego (Katingan, Barito), Celebes (Kajan) i Południowochińskiego (Kapuas, długość 1150 km). Duże rzeki Sumatry spływają ku wschodowi, do cieśniny Malakka (Rokan 265 km, Kampar 285 km), oraz do Morza Jawajskiego (Musi 533 km). Największą rzeką Jawy jest Solo o długości 540 km, która odwadnia środkową część wyspy.
Nieliczne jeziora są najczęściej pochodzenia tektonicznego lub wulkanicznego; największe – Toba (1,9 tysiąca km²), wypełnia rozległą kalderę na północy Sumatry. We wschodniej Sumatrze oraz w południowych częściach Borneo i prowincji Papua występują rozległe bagniska; w Górach Śnieżnych w Papui znajdują się lodowce: Meren i Carstensz o łącznej powierzchni 15 km².

## Gleby
W większości swojego terytorium, Indonezja jest pokryta czerwonożółtymi glebami ferralitowymi, a poza nimi występują też arkisole i nitosole. Gleby te charakteryzują się małą zawartością próchnicy i znacznym zakwaszeniem. Obszary bardziej suche jak wnętrze Borneo i Małe Wyspy Sundajskie, są pokryte bardziej żyznymi glebami ferralitowymi o czerwonej barwie. Najbardziej żyzne gleby uformowały się na podłożu wulkanicznym, jakie występuje na Jawie, Sumbie i Timorze. Obszary te są pokryte andosolami. W górach występują górskie odmiany gleb ferralitowych. Tereny podmokłe i bagienne są zdominowane przez histosole, zaś doliny rzek pokrywają aluwialne fluwisole.

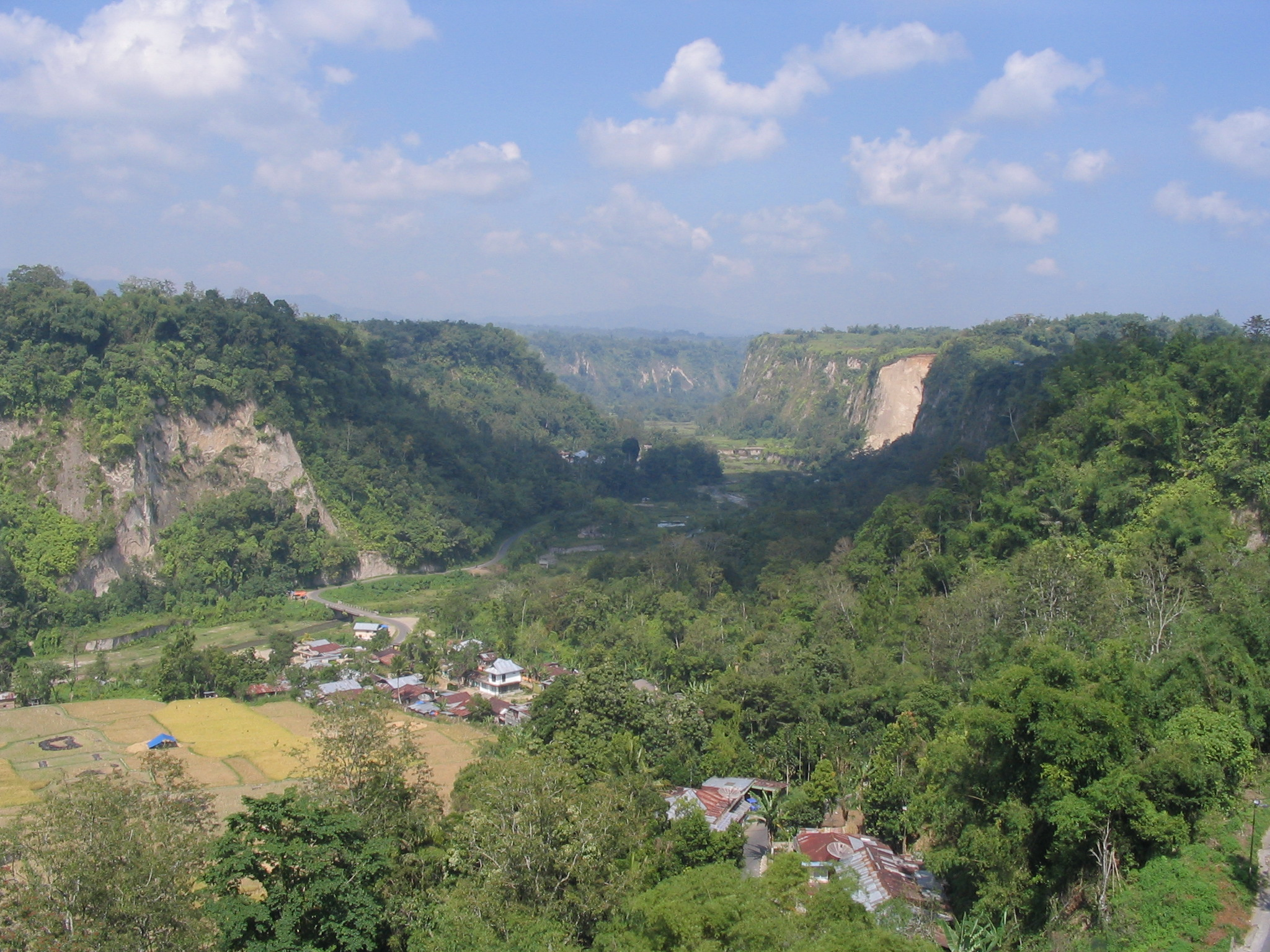
Wnętrze Sumatry

## Flora
Szata roślinna Indonezji jest dobrze zachowana. Lasy pokrywają około 60% powierzchni Indonezji, stanowią one naturalną roślinność Sumatry, zachodniej Jawy, Borneo, Celebesu, Moluków i prowincji Papua. Ekosystemy te mają postać wilgotnych, wiecznie zielonych lasów równikowych, które należą do największych kompleksów leśnych, obok Amazonii i Kotliny Kongo. Lasy te charakteryzują się największą na świecie różnorodnością gatunków roślin (ponad 35 tysięcy gatunków, w tym wiele gatunków drzew, paproci drzewiastych, lian i epifitów). Na wschodniej Jawie i Małych Wyspach Sundajskich przechodzą one w lasy zwrotnikowe (z drzewem tekowym) zrzucające liście w krótkiej porze suchej; w warstwie krzewów częste są bambusy. Na podmokłych nizinach rosną nieco uboższe lasy bagienne.
W górach Sumatry i Timoru występują lokalnie sawanny z zaroślami krzaczastymi. Na wysokości 1 500–2000 m n.p.m. rosną lasy górskie klimatu umiarkowanego (m.in. dęby), obfitujące głównie w epifity (zwłaszcza mchy), powyżej 2000 m n.p.m. drzewa przyjmują postać karłowatą, wyżej występują łąki alpejskie. Specyficzną formację roślinną tworzą trawy zwane alang alang (m.in. na północnej Sumatrze). Wybrzeża Sumatry, Borneo, prowincję Papua porastają lasy namorzynowe i zarośla palmy nipa. Pierwotna roślinność Indonezji częściowo uległa zniszczeniu; jej miejsce zajęły uprawy lub wtórne zbiorowiska trawiaste i zarośla bambusów.

## Fauna
Większość obszaru Indonezji należy do Regionu Sundajskiego, będącego częścią Krainy Orientalnej, którego fauna jest bardzo bogata. Żyje tu słoń indyjski, zagrożony wyginięciem nosorożec jawajski, bawoły – banteng i najmniejszy z bawołów, anoa. Poza tymi gatunkami w Indonezji żyją drapieżniki takie jak tygrys, pantera mglista i niedźwiedź malajski. Ponadto w Indonezji żyje dziki pies – cyjon. Z rodziny świniowatych najbardziej oryginalnym przedstawicielem jest babirussa. Licznie reprezentowane są ssaki naczelne. W kraju występuje bardzo nieliczny orangutan, oraz gibony i makaki.
Wśród ptaków żyją gatunki bardzo ozdobne: dzikie kury, bezszpon, argus malajski. Z gadów m.in.: pytony, kobry, warany, mała jaszczurka – smok latający, a z płazów – żaby latające (Rhacophorus). Duże gatunki zwierząt są rozmieszczone lokalnie, na przykład lampart występuje tylko na Jawie, tapir tylko na Sumatrze, liściożerna małpa – nosacz tylko na Borneo. Na mniejszych wyspach żyją liczne endemity: na Celebes dwa karłowate bawoły – anoa górskie (Bubalus quarlesi) i anoa nizinne (Bubalus depressicornis), dwa gatunki wyraków; na wyspie Flores i pobliskim małym archipelagu największa żyjąca jaszczurka – waran z Komodo. Wschodni kraniec Indonezji wchodzi w skład Krainy Australijskiej i pojawiają się tam zwierzęta typowe dla tego obszaru, jak na przykład drzewiak niedźwiedzi, należący do torbaczy.

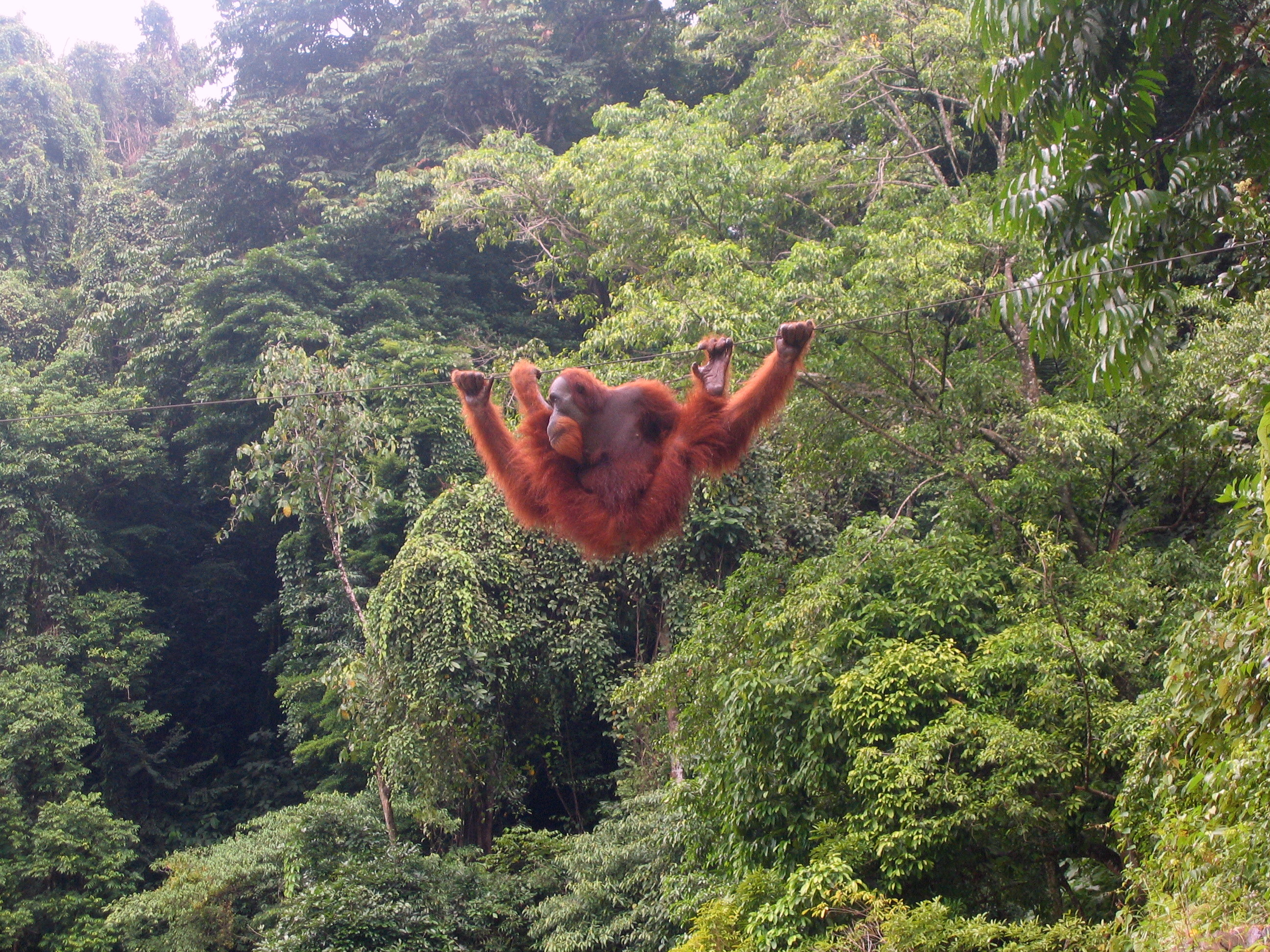
Orangutan w lasach Sumatry.

## Ochrona przyrody
Największe zagrożenie dla środowiska przyrodniczego stwarza masowy wyrąb lasów równikowych na Borneo, Sumatrze i Celebesie. Co roku ich areał zmniejsza się o około 12 000 km². Na Jawie i Małych Wyspach Sundajskich prawie cała pierwotna roślinność uległa zniszczeniu, miejsce jej zajęły uprawy lub wtórne zbiorowiska trawiaste i zarośla bambusów. Tereny chronione zajmują łączną powierzchnię 3 mln ha>. Największe parki narodowe: Leuser i Bukit Barisan Selatan (na Sumatrze), Tanjung Puting i Kutai (na Borneo). W Indonezji znajdują się 32 parki narodowe (w tym 7 rezerwatów biosfery). Łącznie tereny chronione zajmują ok. 10% powierzchni kraju. Parki narodowe Indonezji cierpią na znaczne braki wykwalifikowanej kadry, co połączeniu z niską świadomością ekologiczną mieszkańców kraju stwarza znaczne zagrożenie dla niektórych obszarów chronionych.